# Кървава Зора
„Кървава Зора“ е поредица, писана от българския автор Стефан Стаменов. Историята проследява двама братя (Кристофър и Робърт Тейлър), притежаващи специални способности, които след тежък инцидент решават да отворят училище за магия, което дълго време не е функционирало. Самото училище крие своите тайни и пази своето не особено розово минало. Но то има съвсем малко общо със сюжетната линия. В нея се намесват и основните герои, които са първите ученици на двамата братя.

## Сюжет

### Мрачната Къща
Внимание:  Текстът по-долу разкрива сюжета на произведението (или части от него)!
В основата на сюжетната линия стоят Кристофър и Робърт, както и техните първи ученици – Питър Роудс, Катрин Блек, Мери и Аманда Смит и Дерек Хейдс. Тъй като училището „Елесар“ е било затворено през последните 10 години, намирането на учители, както и на ученици е доста трудна работа и затова първата учебна година стартира само с петима. Това допълнително хвърля акцент върху главните герои, тъй като изгражда около тях по-силна привързаност, от колкото към появяващите се в следващите части от поредицата герои. Учениците стъпват в училището и с това тяхното приключение започва.
Отдадени на своето обучение, тийнейджърите търсят и начин за разпускане, а близначките, като най-опърничави, се втурват първо към забранените места, наложени като такива от преподавателите, заради непълното обезопасяване на училището. В даден момент техните авантюри от невинни стават опасни, тъй като затворената под кристална клетка къща в гората на училището се оказва пролука в защитните заклинания и от там нахлуват множество малки, дребни и черни създания, които използват сенките, за да се придвижват. Подвизаващи се под името „шадлини“, те щурмуват училището и почти го превземат, като техен пълководец се оказва мистериозна фигура – демон, който пази самоличността си до последния момент. В момент на очевидна победа над злите създания, жената-демон успява да се измъкне, с последни думи „Глупаци! Моята мисия беше успешна. Рабастиян ще е доволен. Но вие пак ще останете с празни ръце, защото аз ще се измъкна жива“.
Мисията на демонът се разкрива в книга втора от поредицата, където Катрин се досеща, че вероятно с тези думи, демонът е имал предвид именно поставянето на предмет в библиотеката на училището.
Съветниците приемат случката като мотив да затворят отново училището, но се намират такива сред тях, които отстояват решението то да остане отворено, като дадат втори шанс на Крис и Робърт да докажат, че са способни да го ръководят без проблеми.
Паралелно с цялата тази история се развива и втора, свързана с призракът на Матиас Лоу, проклет да обитава пределите на Мрачната Къща и двора ѝ. Тази част от сюжета се развива из цялата история и нейният завършек ще бъде обявен с финалната книга.

### Войната на Ангелите
Внимание:  Текстът по-долу разкрива сюжета на произведението (или части от него)!
Втората част на поредицата стартира със запознаването на читателите с нов персонаж, който има не по-малко важна роля от останалите. Рий Пакс, само спомената в първата книга, тук се появява още в първа глава, разказвайки малко за себе си и давайки да се разбере, че е приела офертата за работа като преподавател по Заклинания.
Лятната ваканция е била почва за разрастване на първите любовни взаимоотношения в лицето на Дерек и Аманда, а Питър от своя страна има странно преживяване в парка, попадайки в епицентъра на битка между странен мъж и не по-малко странна жена. По-късно се разбира, че това са агресор, гонещ протектор, а момчето е било проследено там, за да може жената да му предаде съобщението, че са на прага на война. По-късно тя вероятно е настигната от своя преследвач и е убита, тъй като не се споменава повече.
Успели да убедят съветниците за нова учебна година, Крис лично се свързва с всеки един от учениците, за да им съобщи новината. Второкурсниците отново се събират, но този път са малко по-отговорни. Разбира се, това не означава, че преустановяват посещенията си в Мрачната къща, а просто благославят кристалите с капка от своята кръв, така че да могат свободно да минават през стените на магическата клетка. Аманда и Мери са открили друг вход към къщата, който води директно от подземията на училището към гробницата в задния двор на къщата. Това откритие хвърля нова светлина върху историята на Матю, тъй като до този момент той не е знаел, че гробът на Костелия е празен и фалшив. Освен това той става свидетел на погребването ѝ, което в последствия разкриват като инсинуация с цел да върнат тялото ѝ в училището.
Питър и Катрин се впускат в може би една от най-стабилните връзки в поредицата. Това се случва след целувка библиотеката и малко неловка първа среща. По-късно в книгата приятелят на Рий Пакс, Джейс, който като купидон им казва, че връзката им ще завърши трагично и с много сълзи.
Второкурсниците се запознават и с Кейтлин. Тя е най-голямата от първокурсниците и се чувства като аутсайдер сред съучениците си. Затова предпочита да дружи с второкурсниците. Тя е обвита в мистерия, тъй като никой не знае нищо за нея и самата тя не обича да говори за себе си. В една игра Лукас я конфронтира за силите ѝ, но тя лаконично избягва въпроса. По-късно се разбира, че притежава пирокинеза, която като способност принадлежи само на демони. В миналото силата е била на страната на доброто, но впоследствие е била отнета и прехвърлена. Кейтлин е единствената, позната до момента вещица, която контролира огъня.
Взаимоотношенията между Питър и Дерек се обтягат, тъй като Дерек става свидетел на случка, която го хвърля в подозрения. Питър успокоява Аманда, докато тя му се оплаква. Между двамата няма нищо, но Дерек все пак се чувства предаден. Докато Питър го търси, за да му обясни какво се е случило наистина. Разбирайки, че се намира в библиотеката с Алекс, Питър тръгва натам, но малко преди да влезе се чува силен взрив. Атентатът в библиотеката ранява лошо Дерек и Алекс, а причинителят не може да бъде открит.
Проектът по Магически Същества става причина двамата приятели да подобрят взаимоотношенията си.
След като Питър получава видение, че училището ще бъде нападнато от агресори, споделя на преподавателите. Преди да евакуират учениците агресорите вече започват да обграждат сградата, затова учителите събират всички в библиотеката и правят защитно заклинание. След като успяват да го разбият, агресорите нахлуват в помещението и след появата на протекторите, се развива ожесточена битка, завършваща с множество жертви от двете страни.
Тази случка накланя везните и не в полза на Крис и Робърт. Съветниците съобщават, че ще се състои съвет, в който ще се вземе решение дали двамата ще продължат да поддържат училището, или ще бъдат разделени и поставени в различни точки на света, без спомен за това кои са.

### Нестихващи огньове
Внимание:  Текстът по-долу разкрива сюжета на произведението (или части от него)!
Може би най-тежката част от поредицата ще се окаже точно том трети, носещ заглавието „Нестихващи огньове“. За пръв път сблъсквайки се със сериозни проблеми, в резултат на които много взаимоотношения ще се обтегнат, учениците, а и учителите се срещат с трудност.
Все още без никаква информация за нещото, което се крие на дъното на напоеното с кръв каменно гнездо в библиотеката, обитателите на „Елесар“ постепенно започват да забравят за него, отдавайки се на своите грижи и тревоги. Малко любовно развитие по адрес на Крис, нова връзка за Дерек, а Катрин и Питър стават водещата двойка. Но предусещайки трагедията, мракът сякаш се е спуснал по-скоро над училището. Някой със сигурност ще загуби живота си.
Томът е озаглавен „Нестихващи огньове“, като името носи със себе си многопластовото си значение. В тази част ще се обърне внимание по-обстойно на старите взаимоотношения между персонажите, новите връзки, които се заформят, както и реакциите на останалите спрямо тях. Не всички ще са въодушевени и не винаги огънят между двама души е от страст.
Тъмната страна на заглавието идва от това, че един от основните персонажи ще се прости с живота си. Макар жертвата да се пази в тайна до самото издаване, със сигурност нейния пламък няма да изгасне напълно, тъй като ще гори във вечен огън „от другата страна“.
Разбира се, смъртта на такъв герой, в каквото и да е произведение, винаги е повратна точка за всички останали и самия сюжет по себе си. Историята ще поеме в друга посока след този инцидент, много от персонажите ще претърпят характерна промяна, част от тях дори и визуална.
Но всичко това ще се разбере след като книгата е на пазара. Издаването ѝ е насрочено за края на лятото или началото на есента.

## История на написването
Макар идеята за написването на книгата да се появява малко след това, началото се поставя на 5 юли 2007 година. Тогава авторът създава роулплей форум, базиран върху популярния сериал „Чародейки“. Самият форум „Магическо училище“ се развива в продължение на три години, преди сървърът да падне и безвъзвратно да изтрие всички форуми към него. Малко преди това първата книга е вече завършена и се започва втората.
Сюжетът на книгата всъщност представлява историята, която Стефан развива в продължение на девет учебни години като директор. Принципно затвърдената история е оформена в осем години, затова и поредицата е замислена в осем книги. Историята в книгата обаче претърпява и няколко доста основни промени.

## Герои

### Главни
Преподаватели:
- Кристофър Тейлър – твърде млад за позицията „директор“, Крис явно е преминал през нещо, което да го тласне към отварянето на „Елесар“ наново. Преподава „Практика на силите“ и „Отвари“. Притежава замразяване, телекинеза, астрална проекция, телепатия, пренасяне, сагита `албум (способността да се изстрелват бели „стрели“ от дланите на протектор).
- Робърт Тейлър – по-младият брат на Крис. Във втората част на поредицата, „Войната на Ангелите“, се разбира, че магическите заложби у Робърт са доста солидни, след като успява да помести цели лавици с книги в библиотеката, които малко по-рано са представени като изключителни тежки и Катрин едва се справя с една от тях. Преподавател е по „История на магията“. Притежава телекинеза.
- Рий Пакс – тя е най-добрата приятелка на братята, част от завета, в който са и те двамата, и се съгласява да преподава по „Заклинания“ във втората част на поредицата. Преди това се разбира, че заради новата си сила е била заета, тъй като се е налагало да бъде специално обучена в употребата ѝ. Тя има купидонска кръв от страна на прародител, която се проявява в способностите ѝ. Притежава видения и любовна аура (способността да усеща перфектната половинка на даден човек, точното ѝ местоположение и да се пренесе при него/нея).

Ученици:
- Питър Роудс – може би най-основният персонаж в цялата поредица, Питър е представен като изключително сбито и смачкано от съучениците си момче, което за сметка на това не позволява да пада духом. Предричайки кома на един от съучениците си, след като получава видение за това, той става най-мразеният човек в училището си. Слухът, че момчето плаши до смърт съученика си, заради което попада на капака на кола и съответно изпада в предсказаното му състояние, се разпространява бързо. Много от другите ученици в училището все още се плашат от това, макар от случая да са минали няколко години. Именно този факт подтиква директорът да освободи Питър. Това действие става по-късно удобна причина майката на Питър, Саманта, да го запише в „Елесар“. В края на „Войната на Ангелите“ става ясно, че в кръвта на Питър по майчина линия има протекторски ген. Не се разбира откъде момчето наследява вещерските си способности. Питър притежава силите видения, пренасяне и телепатия.
- Катрин Блек – единствената от първата петорка, която е веща в занаята. Родителите на Катрин са вещери и я обучават от съвсем малка. Именно заради това тя е и най-умната от випуска. Във „Войната на Ангелите“ се разбира, че има симпатии от предната учебна година към Питър. Двамата се впускат в може би една от най-стабилните връзки в поредицата. Катрин притежава телекинеза и астрално телепортиране (способността да се премества, както и хората, с които има в същия момент физически контакт, през пространството и астралните измерения).
- Дерек Хейдс – най-добрият приятел на Питър. Макар родителите му да са били вещери, Дерек не знае за способностите на никого от семейството до съвсем малко преди да влезе в „Елесар“. Това се дължи на желанието на майка му да го предпази от опасностите, които дебнат в магическия свят. Дерек никога не е обичал да учи, макар във „Войната на Ангелите“ да е показан в различна светлина. По-късно се разбира, че това се дължи на факта, че е обладан от магьосник. Дерек притежава телекинеза.
- Аманда Смит – първата от близначките Смит, които са представени като бунтовничките. Аманда е по-импулсивната. Тя има не много дълга връзка с Дерек, която приключва гръмко. Призракът ѝ преследва двамата и се бърка в приятелските им взаимоотношения. Аманда притежава телекинеза.
- Мери Смит – втората от дуото Смит. Мери, макар също толкова щура, колкото сестра си, е по-сдържаната и тази, която предпочита първо да помисли, преди да действа. Притежава замразяване.
- Кейтлин Браун – тя е момиче от долния випуск. Чувствайки се като аутсайдер сред своите съученици, тъй като е надраснала възрастта си, Кейтлин обича да дружи предимно с „първата петорка“. Притежава пирокинеза, която се смята за сила на тъмната страна. Този факт я подтиква да крие способностите си в тайна, тъй като знае, че останалите ще са предубедени спрямо нея.

### Второстепенни
Преподаватели:
- Елизабет Роуз – преподавател по Литература.
- Хейли Хъдсън – преподавател по Магически Същества.

Ученици:
- Александра Хал
- Лукас Тейт